# Disco orario

Disco orario di tipo europeo (versione italiana)

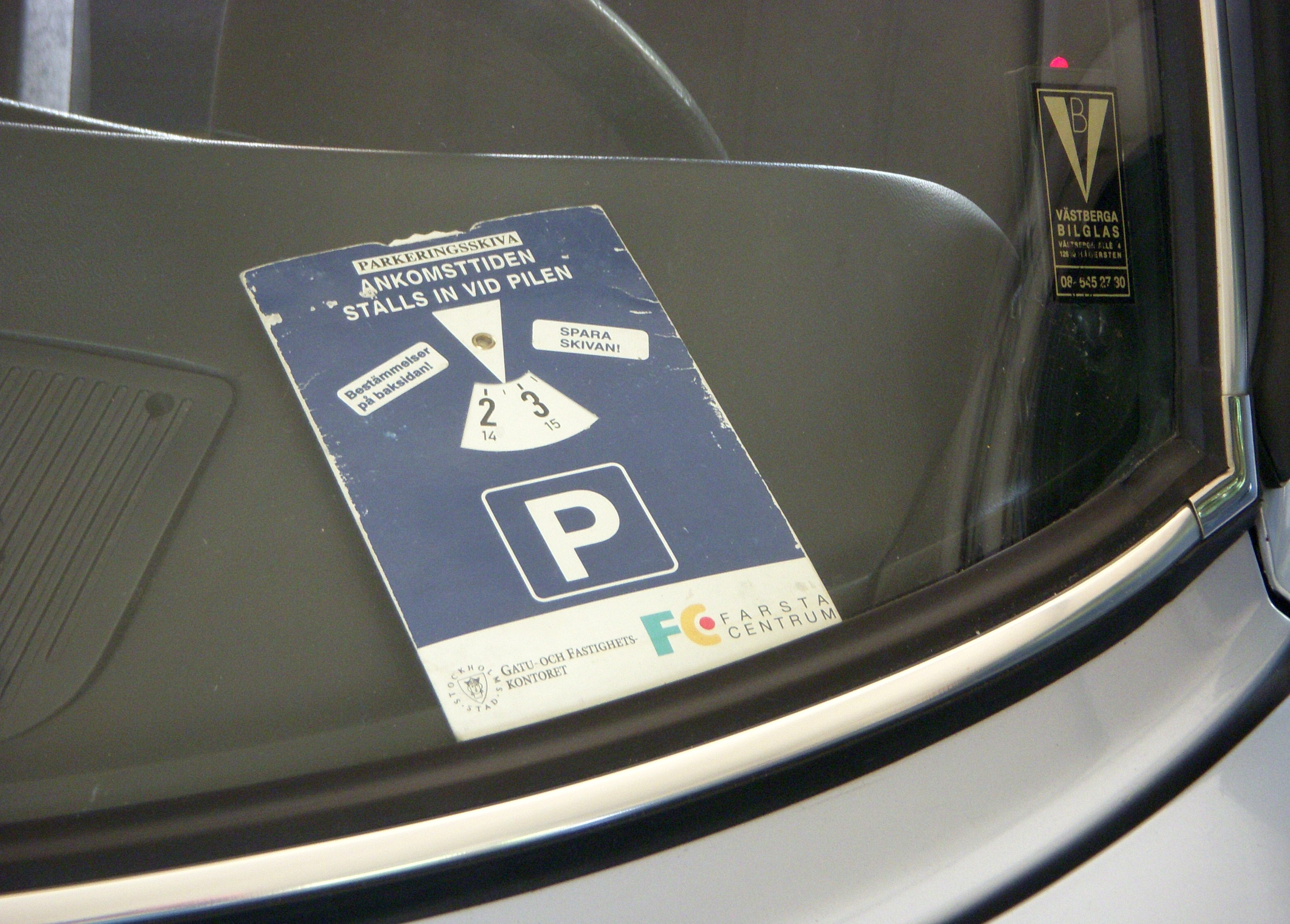
Esempio di utilizzo del disco orario in Svezia

Figura della segnaletica stradale italiana che prescrive l'utilizzo del disco orario

Il disco orario è un dispositivo utilizzato sui veicoli per segnalare l'ora di inizio della sosta nelle aree in cui questa può avvenire solo per un tempo limitato. 

In Italia, il codice della strada non identifica un particolare modello di disco orario; esso può infatti essere sostituito, ad esempio, da un'iscrizione su un comune foglio di carta, purché contenga un'indicazione del tipo "ora di arrivo" e l'orario di inizio della sosta.

Il modello che risulta comunemente più utilizzato è costituito da una rotella dentellata sulla quale sono impresse alcune tacche e le ore corrispondenti, applicata su un supporto di cartone o di plastica.
Sopra al supporto è impressa la dicitura "ora di arrivo" e una freccia puntata verso la rotella; l'orario si seleziona girando la rotella.

## Utilizzo
L'obbligo di esposizione del disco orario sussiste solamente nei luoghi ove la sosta è permessa per un tempo limitato e ciò è segnalato dalla prescritta cartellonistica.

Il segnale che identifica la cosiddetta zona disco si compone del cartello "Parcheggio" e del pannello integrativo contenente l'icona "disco orario" e le iscrizioni relative alla validità oraria della limitazione e del tempo massimo di sosta consentito. Le strisce di delimitazione degli stalli delle zone disco devono essere di colore bianco.

Quando l'utente della strada lascia il proprio veicolo in sosta nelle zone disco deve assicurarsi, prima di abbandonare il medesimo, di rendere visibile l'ora in cui la sosta ha avuto inizio.

### Deroghe
Sono esentati dal rispetto dei limiti di tempo i veicoli a servizio di persone invalide, a condizione che espongano lo speciale contrassegno.
Non sono invece esenti dall'obbligo di esposizione del disco orario i veicoli a due ruote (motocicli, ciclomotori, velocipedi, ecc.) sebbene, in questi casi, la norma risulti difficilmente attuabile poiché il disco orario potrebbe essere sottratto o alterato da terzi, in assenza del proprietario del mezzo. 

### Sanzioni
Il codice della strada italiano definisce due possibili sanzioni relative all'utilizzo del disco orario.

- omessa esposizione del disco orario, sanzione da € 42,00 a € 173,00[5]
- mancato rispetto dei limiti di tempo, sanzione da € 26,00 a € 102,00[6]

## Disco orario digitale
Esiste un'ulteriore tipologia di disco orario, più moderno delle versioni classiche: il disco orario digitale. 

Questo particolare disco orario è composto da un piccolo display sul quale viene visualizzata l'ora di inizio della sosta. Alcuni modelli sono completamente automatici; mostrano infatti l'ora di arrivo non appena rilevano che il veicolo non è più in movimento. Altri modelli, invece, devono essere attivati manualmente e restituiscono l'ora esatta grazie ad un orologio integrato. 

Sebbene non siano molto frequenti, in Italia, la normativa vigente non ne vieta l'uso, in sostituzione al disco orario classico. 

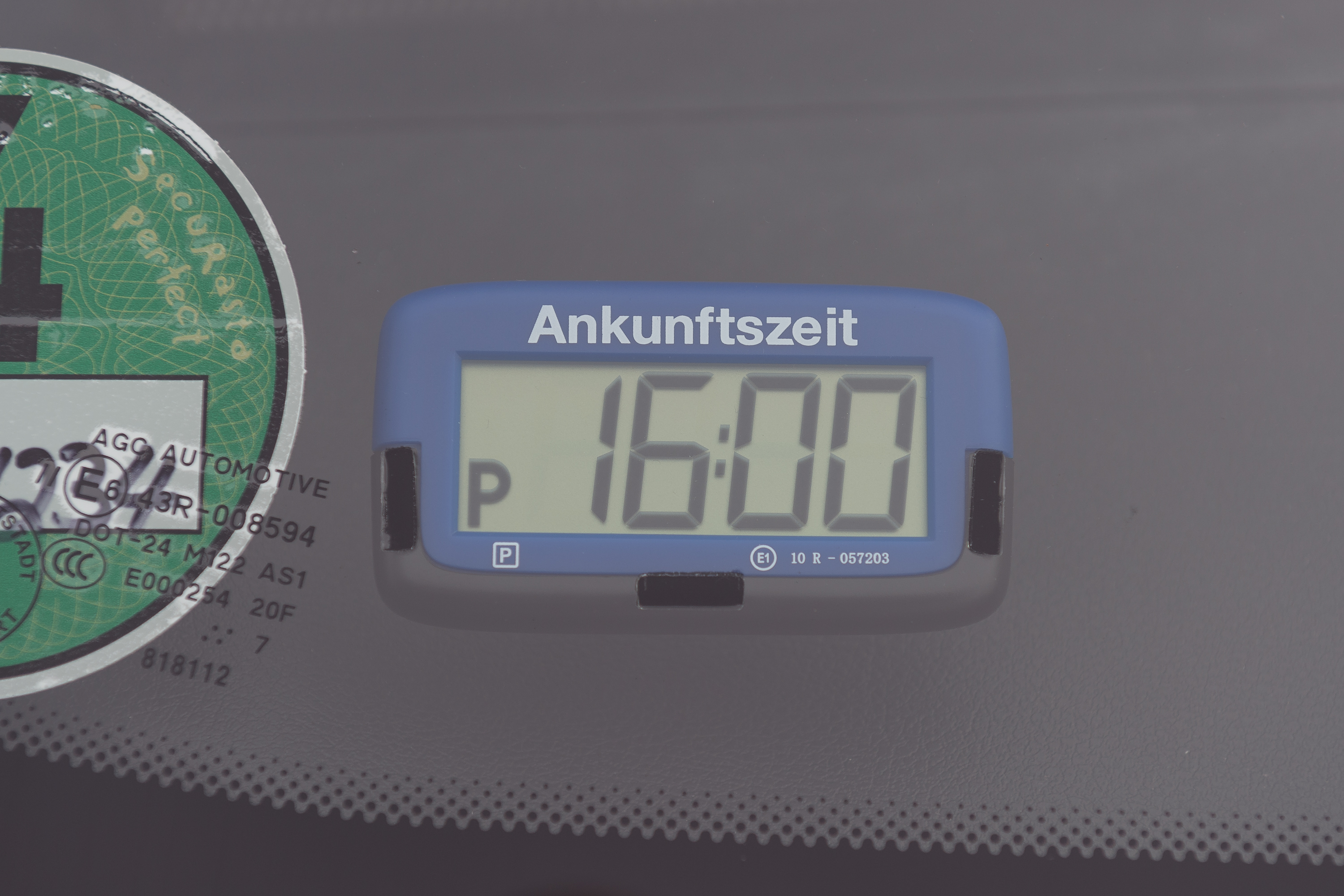
Esempio di disco orario digitale con iscrizione in tedesco

Il disco orario digitale non va confuso con il disco orario motorizzato, illegale in Italia. Esso infatti appare come un normale disco orario ma contiene un piccolo motore nascosto che permette di far muovere progressivamente la rotella col passare del tempo, posticipando di continuo l'ora di arrivo dichiarata. 

Le conseguenze derivanti dall'uso di questo dispositivo possono essere sostanzialmente due: se il veicolo è lasciato in sosta in area gratuita, il trasgressore si vedrà recapitare un verbale per semplice violazione del codice della strada (da 41,00 € a 169,00 €); se invece il veicolo viene parcheggiato in uno stallo a pagamento, il trasgressore dovrà rispondere anche del reato di truffa aggravata, che comporta una sanzione più elevata (da 309,00 € a 1549,00 €) e la possibilità di reclusione per un massimo di cinque anni. 

Quando gli agenti di polizia rilevano un disco orario motorizzato in uso, possono procedere al sequestro del medesimo.

## Storia
Il disco orario fu utilizzato per la prima volta a Parigi nel 1957: venne introdotto per evitare la sosta troppo prolungata degli autoveicoli senza l'utilizzo del parchimetro; i primi modelli avevano indicata contemporaneamente l'ora di arrivo e l'ora di partenza (solitamente un'ora oppure un'ora e mezza), ma questo creava dei problemi quando ci si trovava a dover parcheggiare in zone dove era prevista la sosta per un tempo massimo differente. 

Il 31 marzo 1979 la Conferenza dei Ministri del Trasporto dell’Unione Europea decise che lo standard europeo del disco orario dovesse avere indicata solamente l'ora di arrivo; questa standardizzazione venne introdotta nella legge federale tedesca nel novembre del 1981, portando all'abolizione dei modelli precedenti in Germania nel 1998.

## All'estero

### Francia
La Francia adotta lo standard europeo dal 2007: la durata forfettaria prevista fino a quel momento di un'ora e mezza venne eliminata e il compito di decidere la durata massima della sosta passò alle singole autorità municipali; l'impostazione grafica ed i colori del disco orario venne lasciato a libera scelta dei fabbricanti.

versione francese del disco orario

### Svizzera
In Svizzera viene introdotto, nel 2000, un nuovo modello di disco orario con le indicazioni dello standard europeo. 

Ad oggi, in Svizzera, è ammesso solamente l'utilizzo del nuovo modello. 

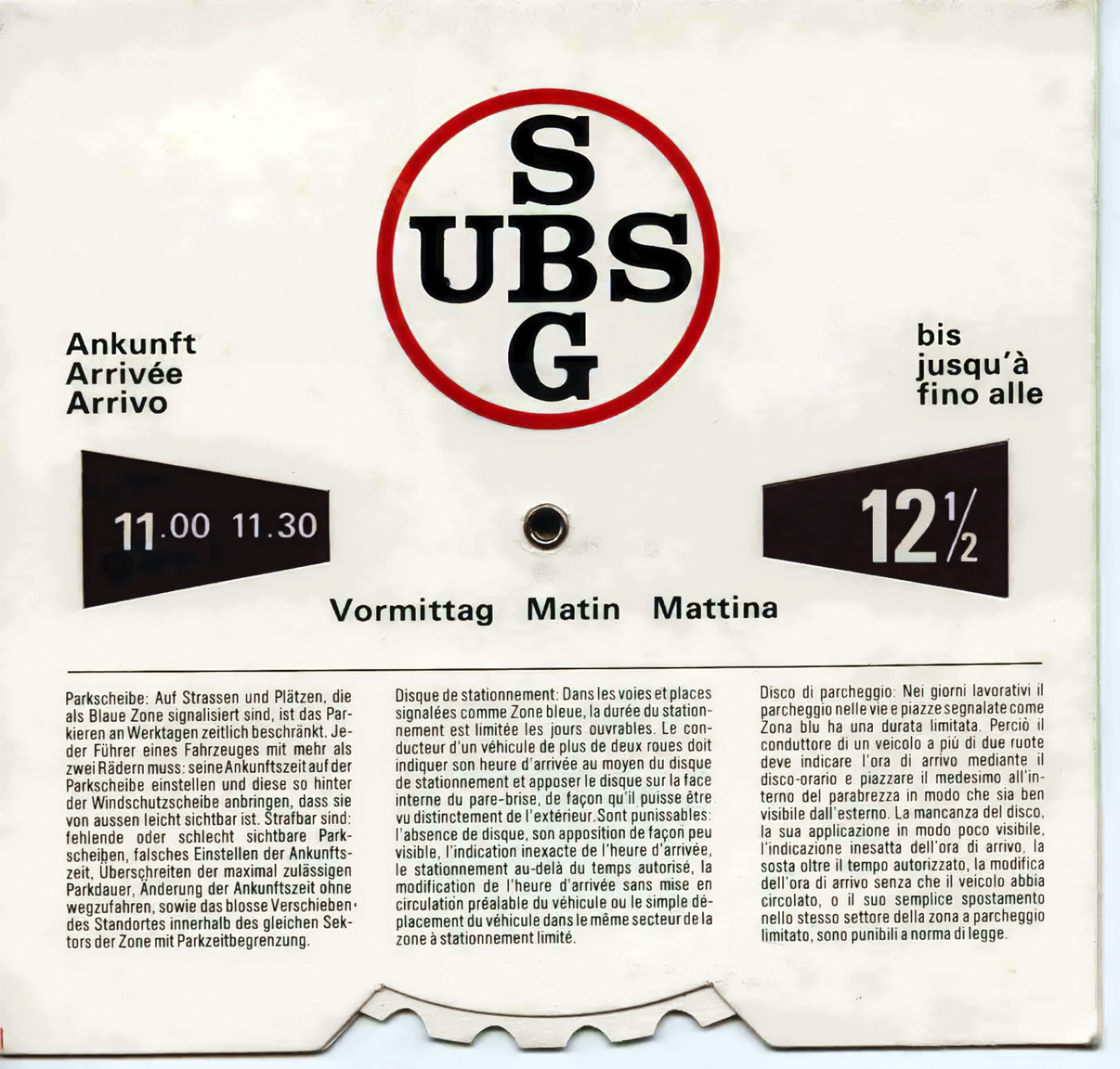
vecchia versione del disco orario svizzero

Il disco orario svizzero deve soddisfare i seguenti requisiti:
- formato minimo di 11x15 cm;
- colore di sfondo blu;
- iscrizioni e simboli in colore bianco;
- cifre, indicazioni di ore e mezze ore in colore nero o blu su fondo bianco;
- accanto al testo obbligatorio sono ammessi altre iscrizioni, anche a scopo pubblicitario.

### Austria
L'introduzione del disco orario in Austria risale al 1994 e prevede anche l'indicazione dei quarti d'ora. 

In Austria i parcheggi con limitazioni temporali sono contrassegnati da strisce blu e la sosta è consentita per un periodo non superiore alle tre ore. 

I turisti possono acquistare un disco orario conforme presso i distributori automatici, nelle banche locali o negli esercizi commerciali specializzati.

### Svezia
In Svezia il disco viene regolamentato nello stesso modo della Germania, a partire dal 1993. 

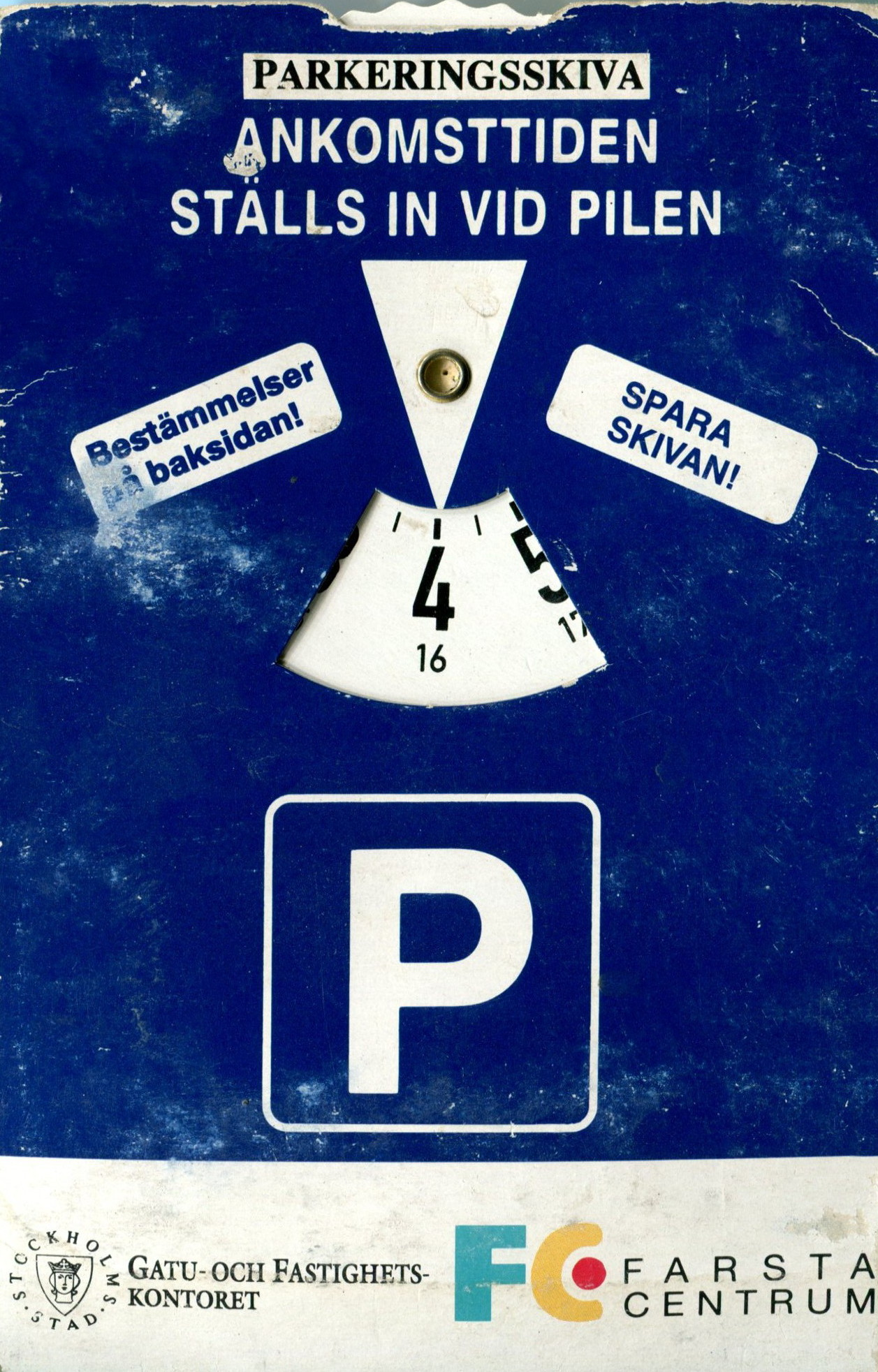
versione svedese del disco orario

### Belgio
Il modello europeo del disco orario, in Belgio, venne introdotto nel 2003. 

Versione belga del disco orario con le tre lingue ufficiali.

### Regno Unito
Nel Regno Unito il disco orario non è regolamentato a livello unitario: i vari distretti tollerano ogni tipo di disco orario, in alcuni comuni è ammessa anche l'indicazione dell'orario di arrivo scritto su un pezzo di carta.

I veicoli che accompagnano disabili possono sostare senza limiti di tempo in Scozia e Irlanda del Nord (sempreché non ci siano ulteriori restrizioni a livello locale) e per un massimo di tre ore in Inghilterra e Galles.

I contrassegni per disabili rilasciati nel Regno Unito sono accompagnati da una sorta di astuccio con uno speciale disco orario azzurro, utilizzabile dai disabili se esposto unitamente al contrassegno.